# George Smoot
George Fitzgerald Smoot III (Yukon, 20 de fevereiro de 1945) é um astrofísico e cosmologista estadunidense.
É doutor em física pelo Instituto de Tecnologia de Massachusetts. Trabalha como catedrático na Universidade da Califórnia em Berkeley.
Smoot, juntamente com John Mather, recebeu o Nobel de Física de 2006, pela "descoberta do espectro de corpo negro e da anisotropia da radiação cósmica de fundo", utilizando o satélite COBE (Cosmic Background Explorer), lançado em 1989. Essa descoberta forneceu uma das principais evidências sobre as quais se apoia o modelo cosmológico padrão, também conhecido como "Modelo do Big Bang".
Atualmente Smoot lidera a colaboração internacional responsável pelo desenvolvimento e operação do radiotelescópio GEM (Galactic Emission Mapping) e faz parte da equipe de cientistas do satélite Planck da Agência Espacial Europeia, que foi lançado em 14 de maio de 2009.